# جوزيه ماير
جوزيه ماير (و. 1926 – 2006 م) هي سياسية، ومحامية، وسفرجات سويسرية، كانت عضوةً في الجمعية البرلمانية لمجلس أوروبا، توفيت في لوسرن، عن عمر يناهز 80 عاماً.

## مناصب
تولت منصب نائب عن الجمعية البرلمانية لمجلس أوروبا (26 يناير 1976–1 أبريل 1982)
- رئيس مجلس الولايات السويسري  [لغات أخرى]‏
- عضو المجلس الوطني السويسري
- عضو مجلس الولايات السويسري

.

## التعليم
تعلمت في جامعة جنيف
.

## روابط خارجية
- جوزيه ماير على موقع مونزينجر (الألمانية)